# Shawn Roberts

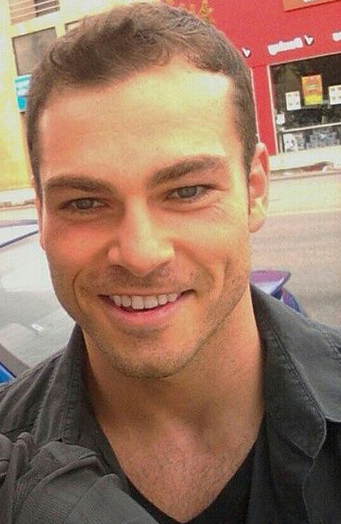
Shawn Roberts, 2020

Shawn Roberts (* 2. April 1984 in Stratford, Ontario) ist ein kanadischer Schauspieler.

## Karriere
Roberts’ Einstieg in die Schauspielerei begann mit der amerikanischen Kindergruselserie Gänsehaut – Die Stunde der Geister im Jahre 1997. Danach hatte er mehrere Gastauftritte in Fernsehserien, unter anderem in Nikita. 2000 erhielt er eine kleine Rolle im ersten Teil der X-Men-Filme, X-Men. Es folgten weitere Filmrollen, so war er 2005 in Land of the Dead und 2007 in Diary of the Dead, zwei Zombiefilme von George A. Romero, zu sehen. Zudem übernahm er eine Rolle in dem Film Im Dutzend billiger 2 – Zwei Väter drehen durch an der Seite von Steve Martin und Bonnie Hunt. 2009 stand er zusammen mit Mel Gibson für den Film Auftrag Rache vor der Kamera. 2010 und 2012 spielte er in Resident Evil: Afterlife und Resident Evil: Retribution den Widersacher von Hauptdarstellerin Milla Jovovich. 2012 folgte eine Rolle in der kanadischen Zombie-Komödie A Little Bit Zombie von Casey Walker.

## Filmografie (Auswahl)
- 1997: Gänsehaut – Die Stunde der Geister (Serie) (Die perfekte Schule als Brian O’Connor)
- 2000: X-Men
- 2001: Ran an die Braut (Get Over It)
- 2001: Chasing Holden
- 2004: Road Party (Going the Distance)
- 2005: Land of the Dead (George A. Romero’s Land of the Dead)
- 2005: Im Dutzend billiger 2 – Zwei Väter drehen durch (Cheaper by the Dozen 2)
- 2006: Skinwalkers
- 2007: Diary of the Dead (George A. Romero’s Diary of the Dead)
- 2007: Halloween – Left for Dead (Left for Dead)
- 2008: Jumper
- 2009: I Love You, Beth Cooper
- 2010: Auftrag Rache (Edge of Darkness)
- 2010: Resident Evil: Afterlife
- 2010: Flashpoint
- 2012: Resident Evil: Retribution
- 2012: The Listener – Hellhörig (The Listener, Fernsehserie, 1 Folge)
- 2013: Cracked (Fernsehserie, 1 Folge)
- 2014: Recipe for Love
- 2014: Rogue (Fernsehserie, 1 Folge)
- 2014: The Tomorrow People (Fernsehserie, 1 Folge)
- 2014: Motive  (Fernsehserie, 1 Folge)
- 2015: Saving Hope (Fernsehserie, 1 Folge)
- 2015: Und täglich grüßt der Bräutigam (I Do, I Do, I Do, Fernsehfilm)
- 2016: Resident Evil: The Final Chapter
- 2017: Designated Survivor (Fernsehserie, 1 Folge)
- 2017: xXx: Die Rückkehr des Xander Cage (xXx: Return of Xander Cage)
- 2019–2021: Heartland – Paradies für Pferde (Heartland, Fernsehserie, 7 Folgen)
- 2021: Legends of Tomorrow (Fernsehserie, 1 Folge)